# Wygoda (powiat świecki)
Wygoda – osada leśna w Polsce położona w województwie kujawsko-pomorskim, w powiecie świeckim, w gminie Osie, nad rzeką Prusiną w kompleksie Borów Tucholskich na obszarze Wdeckiego Parku Krajobrazowego. 
W latach 1975–1998 miejscowość administracyjnie należała do województwa bydgoskiego. 